# Able (człon rakiety)
Able – amerykański człon rakiet nośnych rodziny Thor i Atlas. Używany na przełomie lat 50. i 60. Miał charakterystyczny wydłużony wąski kształt. Występował w kilku wariantach różniących się silnikiem.

## Warianty
- Able – zastosowany w pierwszej, podstawowej wersji rakiety Thor Able. Z silnikiem AJ10-40.
- Able I (1) – zastosowany w Thor Able I (stąd nazwa). Silnik AJ10-41.
- Able II (2) – zastosowany w Thor Able II i IIM1 (stąd nazwy). Silnik AJ10-42.
- Able III (3) – zastosowany w Thor Able III (stąd nazwa). Bliżej nieznana odmiana silnika AJ-10.
- Able IV (4) – zastosowany w Thor Able IV (stąd nazwa). Bliżej nieznana odmiana silnika AJ-10. Krótsza od Able 3 o 20 cm.